# Quintet (computerspelbedrijf)
Quintet was een Japanse ontwikkelaar van computerspellen. Het bedrijf werd in april 1989 opgericht en werkte veel samen met Enix (nu Square Enix). De huidige status van Quintet is onduidelijk.

## Computerspellen
- Legacy of the Wizard (1987)
- ActRaiser (1990)
- Soul Blazer (1992)
- ActRaiser 2 (1993)
- Illusion of Gaia (1993)
- Robotrek (1994)
- Terranigma (1995)
- Planet Laika (1999, samen met Zeque)
- Godzilla Generations: Maximum Impact (1999)